# Guettara
Guettara là một đô thị thuộc tỉnh Djelfa, Algérie. Dân số thời điểm năm 2002 là 11.151 người.